# اسکیلد کامپوزیتس کتبرد
اسکیلد کامپوزیتس کتبرد (به انگلیسی: Scaled Composites Catbird) یک هواگرد ساختِ کارخانهٔ اسکیلد کامپوزیتس در کشور ایالات متحده آمریکا است. این هواگرد برای نخستین بار در ۱۴ مارس ۱۹۸۸ میلادی مورد استفاده قرار گرفت.